# 1996年全米オープン (テニス)
1996年 全米オープン（1996ねんぜんべいオープン、US Open 1996）は、アメリカ・ニューヨークマンハッタンにある「USTAナショナル・テニスセンター」にて、1996年8月26日から9月8日にかけて開催された。

## シード選手

### 男子シングルス
1. ピート・サンプラス　（優勝、2年連続4度目）
2. マイケル・チャン　（準優勝）
3. トーマス・ムスター　（ベスト8）
4. ゴラン・イワニセビッチ　（ベスト4）
5. リカルト・クライチェク　（1回戦）
6. アンドレ・アガシ　（ベスト4）
7. エフゲニー・カフェルニコフ　（試合開始前に欠場）
8. ジム・クーリエ　（試合開始前に欠場）
9. ウェイン・フェレイラ　（1回戦）
10. マルセロ・リオス　（2回戦）
11. マラビーヤ・ワシントン　（2回戦）
12. トッド・マーティン　（3回戦）
13. トーマス・エンクビスト　（4回戦）
14. アルベルト・コスタ　（1回戦）
15. マルク・ロセ　（1回戦）
16. セドリック・ピオリーン　（3回戦）
17. フェリックス・マンティーリャ　（2回戦）　［第7シード・第8シードが棄権のため繰り上げ］

### 女子シングルス
1. シュテフィ・グラフ　（優勝、2年連続5度目）
2. モニカ・セレシュ　（準優勝）
3. アランチャ・サンチェス・ビカリオ　（4回戦）
4. コンチタ・マルティネス　（ベスト4）
5. イバ・マヨリ　（1回戦）
6. アンケ・フーバー　（1回戦）
7. ヤナ・ノボトナ　（ベスト8）
8. リンゼイ・ダベンポート　（4回戦）
9. メアリー・ジョー・フェルナンデス　（試合開始前に欠場）
10. 伊達公子　（1回戦）
11. チャンダ・ルビン　（試合開始前に欠場）
12. マグダレナ・マレーバ　（1回戦）
13. ブレンダ・シュルツ＝マッカーシー　（2回戦）
14. バルバラ・パウルス　（3回戦）
15. ガブリエラ・サバティーニ　（3回戦）
16. マルチナ・ヒンギス　（ベスト4）
17. カリナ・ハブスドバ　（4回戦）　［第9シード・第11シードが棄権のため繰り上げ］

## 大会経過

### 男子シングルス
準々決勝
- ピート・サンプラス vs.  アレックス・コレチャ　7-6, 5-7, 5-7, 6-4, 7-6
- ゴラン・イワニセビッチ vs.  ステファン・エドベリ　6-3, 6-4, 7-6
- アンドレ・アガシ vs.  トーマス・ムスター　6-2, 7-5, 4-6, 6-2
- マイケル・チャン vs.  ハビエル・サンチェス　7-5, 6-3, 6-7, 6-3

準決勝
- ピート・サンプラス vs.  ゴラン・イワニセビッチ　6-3, 6-4, 6-7, 6-3
- マイケル・チャン vs.  アンドレ・アガシ　6-3, 6-2, 6-2

### 女子シングルス
準々決勝
- シュテフィ・グラフ vs.  ジュディス・ヴィースナー　7-5, 6-3
- マルチナ・ヒンギス vs.  ヤナ・ノボトナ　7-6, 6-4
- コンチタ・マルティネス vs.  リンダ・ワイルド　7-6, 6-0
- モニカ・セレシュ vs.  アマンダ・クッツァー　6-0, 6-3

準決勝
- シュテフィ・グラフ vs.  マルチナ・ヒンギス　7-5, 6-3
- モニカ・セレシュ vs.  コンチタ・マルティネス　6-4, 6-3

## 決勝戦の結果
- 男子シングルス： ピート・サンプラス vs.  マイケル・チャン　6-1, 6-4, 7-6
- 女子シングルス： シュテフィ・グラフ vs.  モニカ・セレシュ　7-5, 6-4
- 男子ダブルス： マーク・ウッドフォード＆ トッド・ウッドブリッジ vs.  ヤッコ・エルティン＆ ポール・ハーフース　4-6, 7-6, 7-6
- 女子ダブルス： ジジ・フェルナンデス＆ ナターシャ・ズベレワ vs.  アランチャ・サンチェス・ビカリオ＆ ヤナ・ノボトナ　1-6, 6-1, 6-4
- 混合ダブルス： パトリック・ガルブレイス＆ リサ・レイモンド vs.  リック・リーチ＆ マノン・ボーラグラフ　7-6, 7-6

## みどころ
- 日本の伊達公子選手が出場した最後の4大大会。第10シードだったが、1回戦でキンバリー・ポー（アメリカ）に 2-6, 5-7 のストレートで敗れた。
- 男子シングルス・女子シングルス決勝とも、1995年に続いて第1シードと第2シードの決勝対決が実現した。第1シードのピート・サンプラスとシュテフィ・グラフがともに大会2連覇を達成。サンプラスは4大大会通算「8勝」となり、ケン・ローズウォール、ジミー・コナーズ、イワン・レンドルに並んで（当時の）男子歴代5位タイ記録に並んだ。グラフは1989年・1993年・1995年に続く自身4度目の4大大会年間3冠を獲得し、4大大会通算優勝記録を「21勝」に伸ばした。
- 女子シングルスで、当時15歳のマルチナ・ヒンギスが初のベスト4進出。準決勝では第1シードのシュテフィ・グラフに 5-7, 3-6 で敗れた。ロシアの15歳、アンナ・クルニコワの4大大会デビューも話題を呼んだ。クルニコワは予選3試合を勝ち抜いた後、本戦3回戦で第14シードのバルバラ・パウルスを 3-6, 6-2, 6-4 で破ったが、4回戦でグラフに 2-6, 1-6 で敗れた。